# Stephen Train
Stephen David „Steve“ Train (* 23. Februar 1962 in Sunderland) ist ein ehemaliger britischer Kanute.

## Leben
Steve Train ist der ältere Bruder von Andrew Train, mit dem er seine größten sportlichen Erfolge feierte.
Neben den Erfolgen über die Distanzen bei Sprint-Weltmeisterschaften konnten die Train-Brüder auch bei den Marathon-Weltmeisterschaften überzeugen: so holten die beiden bei der ersten Austragung des Events in Nottingham gleich Gold im Canadier-Zweier. Einen Erfolg, den sie in den Jahren 1996 und 1998 wiederholten sollten.
Von 1984 bis ins Jahr 2000 nahm Steve Train insgesamt fünfmal an Olympischen Sommerspielen teil. Da die Paradedisziplin der Brüder, die 10.000 Meter nur bis ins Jahr 1956 eine olympische Distanz waren, mussten sie hier mit den 500 und 1000 Metern vorliebnehmen. Im Jahr 1984 nahm Steve Train dabei an insgesamt drei Wettbewerben teil: im Canadier-Einer war er der britische Vertreter über 500 und 1000 Meter, im Canadier-Zweier war er dies mit seinem Bruder. Steve Trains größte Erfolge waren hierbei zwei sechste Plätze in den Jahren 1984 und 1996.
Steve Train ist der Stiefbruder der australischen Kanutin Rachel Lovell.